# Aliud
Aliud je španělské město v provincii Soria v autonomním společenství Kastilie a León.

## Odkazy

Umístění obce v provincii Soria